# Frankfurter Weihnachtsmarkt

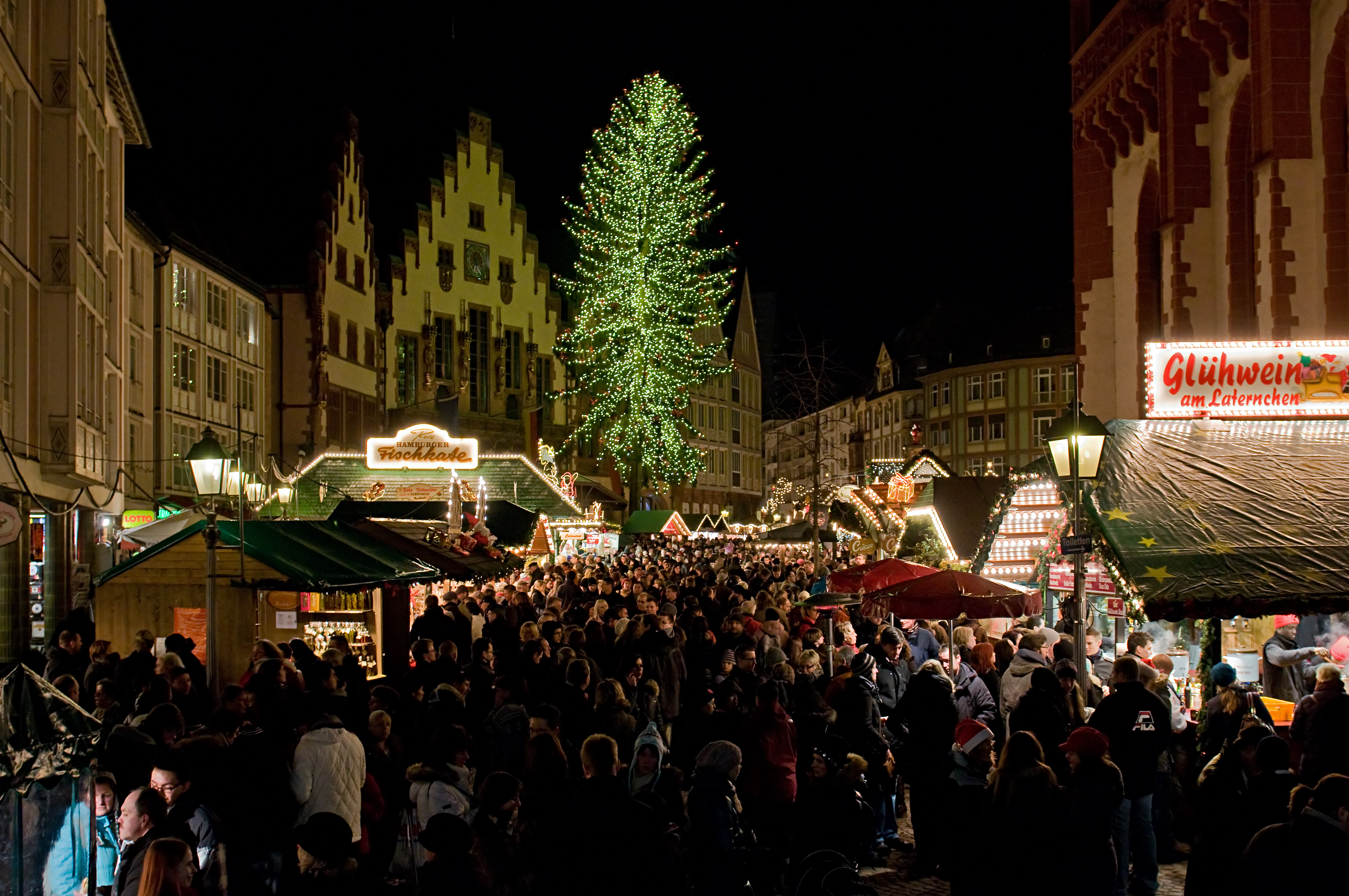
Frankfurter Weihnachtsmarkt auf dem Römerberg, 2010

Der Frankfurter Weihnachtsmarkt (früher auch Christkindchesmarkt genannt) findet jährlich im Advent in der Altstadt von Frankfurt am Main statt. Mit rund drei Millionen Besuchern ist er einer der größten Weihnachtsmärkte in Deutschland und ein Höhepunkt im jährlichen Veranstaltungskalender der Stadt. Er beginnt frühestens am Montag vor dem Ersten Advent und endet immer am 22. Dezember.

## Geschichte

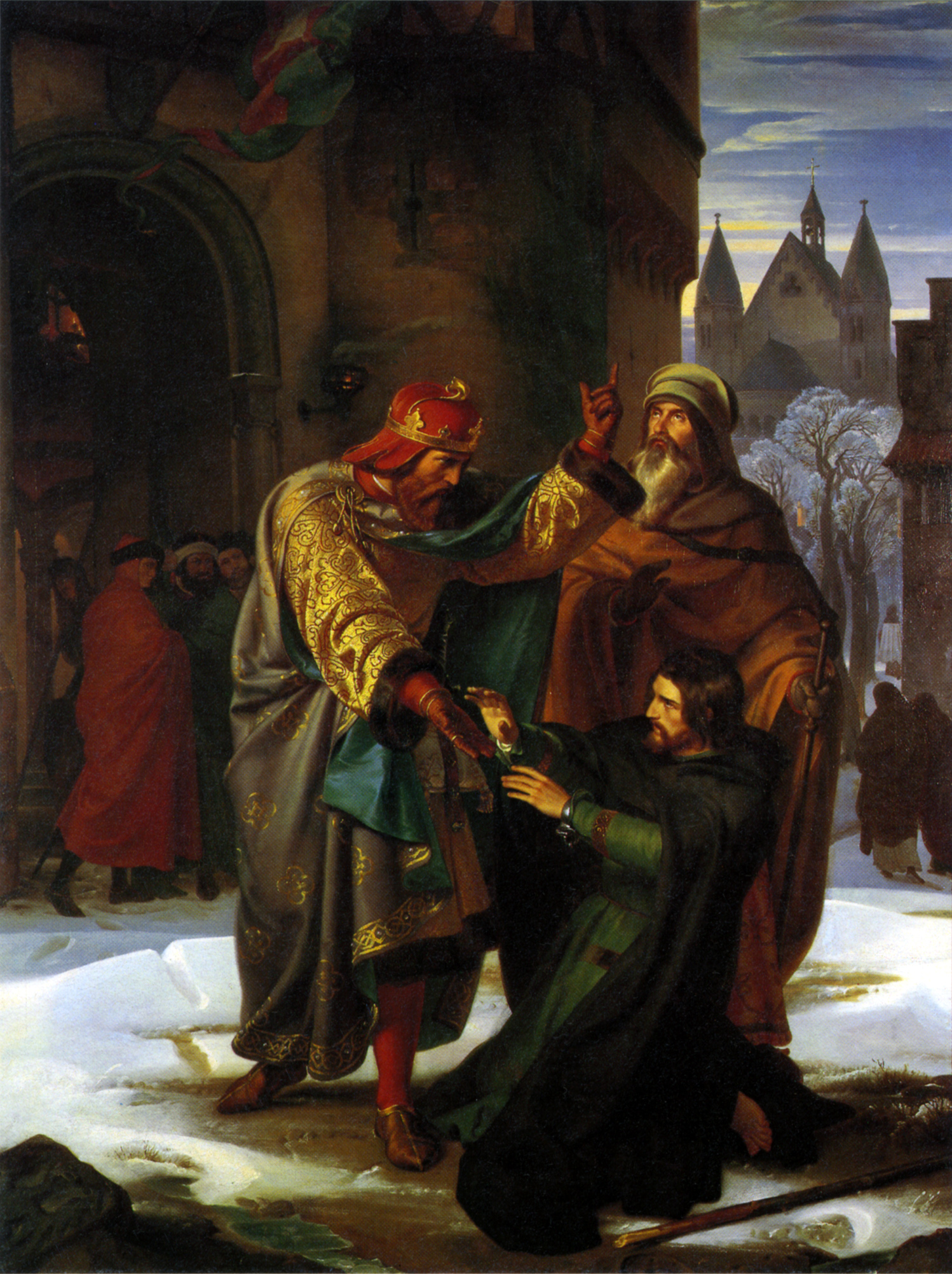
Die Versöhnung König Ottos mit seinem Bruder Heinrich zu Weihnachten 941 in Frankfurt
(Ölgemälde auf Leinwand von Alfred Rethel, 1840)

Ein Weihnachtsmarkt in Frankfurt wird erstmals 1393 urkundlich erwähnt. Das Weihnachtsfest hatte im Mittelalter noch nicht die folkloristische Bedeutung wie heute. Der Weihnachtsmarkt sollte den Bürgern die Möglichkeit geben, sich mit dem Nötigen einzudecken, bevor die kälteste Zeit des Winters begann.
Anders als bei den Messen durften auf dem Weihnachtsmarkt keine auswärtigen Kaufleute ihre Waren feilbieten. Nur Frankfurter Bürger konnten einen Stand aufschlagen.
Im Mittelalter wurden zum Weihnachtsmarkt auch Mysterienspiele aufgeführt, die ihren Ursprung möglicherweise im Jahr 941 hatten. Damals hielt sich König Otto I. zu Weihnachten in der Königspfalz Frankfurt auf und feierte die Christmette in der Salvatorkirche. Als er die Kirche verließ, fiel sein abtrünniger Bruder Heinrich vor ihm auf die Knie und bat um Vergebung. Otto versöhnte sich mit ihm. Der Maler Alfred Rethel stellte diese Szene 1840 dar. Das Bild befindet sich heute im Historischen Museum.
Im 19. Jahrhundert näherte sich der Weihnachtsmarkt allmählich dem heutigen an. Es wurde Brauch, Christbäume aufzustellen und zu schmücken, und die Sachsenhäuser hatten das Privileg, Christbäume in den Römerhallen zu verkaufen. Weiterhin durften gemäß Magistratsbeschluss nur eigentliche Weihnachtsmarktartikel, als: Kinderspielwaaren, Christbäume und Christgärten, Lebküchler- und Conditorwaaren … feilgeboten und verkauft werden.

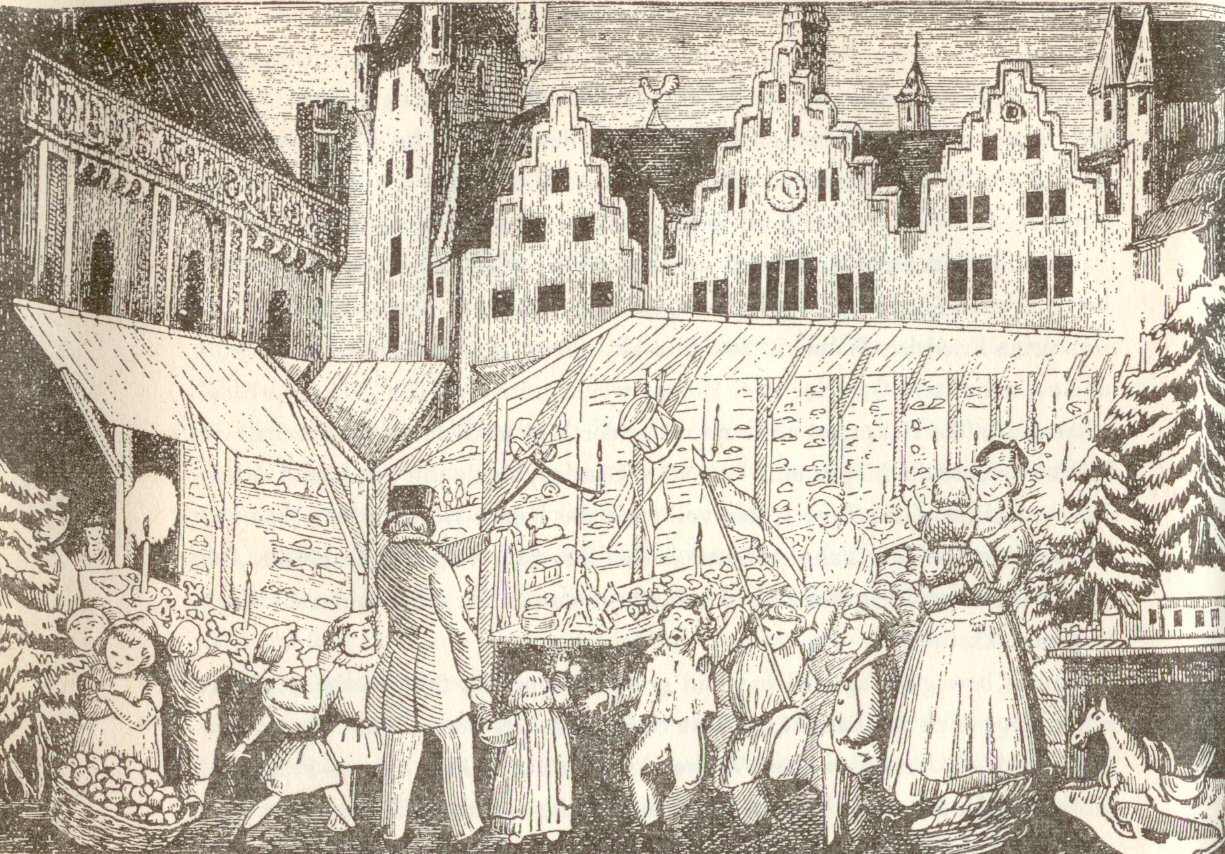
Der Weihnachtsmarkt um die Mitte des 19. Jahrhunderts
(Zeichnung von Heinrich Hoffmann, 1851)

Illustrationen aus dieser Zeit zeigen schon ein ähnliches Bild wie heute: Kleine Verkaufsstände, die sich dicht an dicht auf dem Römerberg drängen. 1851 veröffentlichte Heinrich Hoffmann, der Autor des Struwwelpeter, sein Weihnachtsmärchen König Nußknacker und der arme Reinhold. Die Erstausgabe war mit einer eigenhändigen Zeichnung des Autors illustriert, die den Frankfurter Weihnachtsmarkt zeigt. Die Hauptfigur ist ein kranker Junge, der im Traum durch den König Nussknacker in ein Spielzeugreich geführt wird. Am nächsten Morgen findet der Bub beim Aufwachen alle Spielsachen aus seinem Traum unter dem Christbaum. Daraufhin wird er wieder gesund.
Es handelt sich um die erste Weihnachtserzählung, bei der ein Nussknacker eine besondere Rolle spielt. Um 1870 entstanden nach dem Vorbild des König Nussknacker aus dem Bilderbuch die ersten gedrechselten Nussknacker in Seiffen im Erzgebirge, die heute wiederum ein wesentliches Element im kunsthandwerklichen Angebot des Weihnachtsmarktes bilden.
Im Zweiten Weltkrieg wurde die historische Kulisse des Weihnachtsmarktes bei den alliierten Luftangriffen auf Frankfurt zerstört. Während der Nachkriegszeit fand der Weihnachtsmarkt zeitweise an wechselnden Orten in der Stadt statt, da während des U-Bahn-Baus Ende der sechziger und Anfang der siebziger Jahre der Römerberg eine Baustelle war. Erst seit den siebziger Jahren konnte der Weihnachtsmarkt wieder an seinem traditionellen Ort stattfinden. Spätestens seit dem Wiederaufbau der historischen Ostzeile des Samstagsberges 1983 entwickelte er sich zu einer Touristenattraktion.
Wegen der COVID-19-Pandemie in Deutschland sagte die Stadt Frankfurt den vom 23. November bis 22. Dezember geplanten Weihnachtsmarkt 2020 am 24. Oktober 2020 ab. Der Veranstalter, die Tourismus+Congress GmbH Frankfurt am Main, stellte eine Reihe von digitalen Inhalten als Online-Weihnachtsmarkt im Internet zur Verfügung.

## Heutiger Weihnachtsmarkt

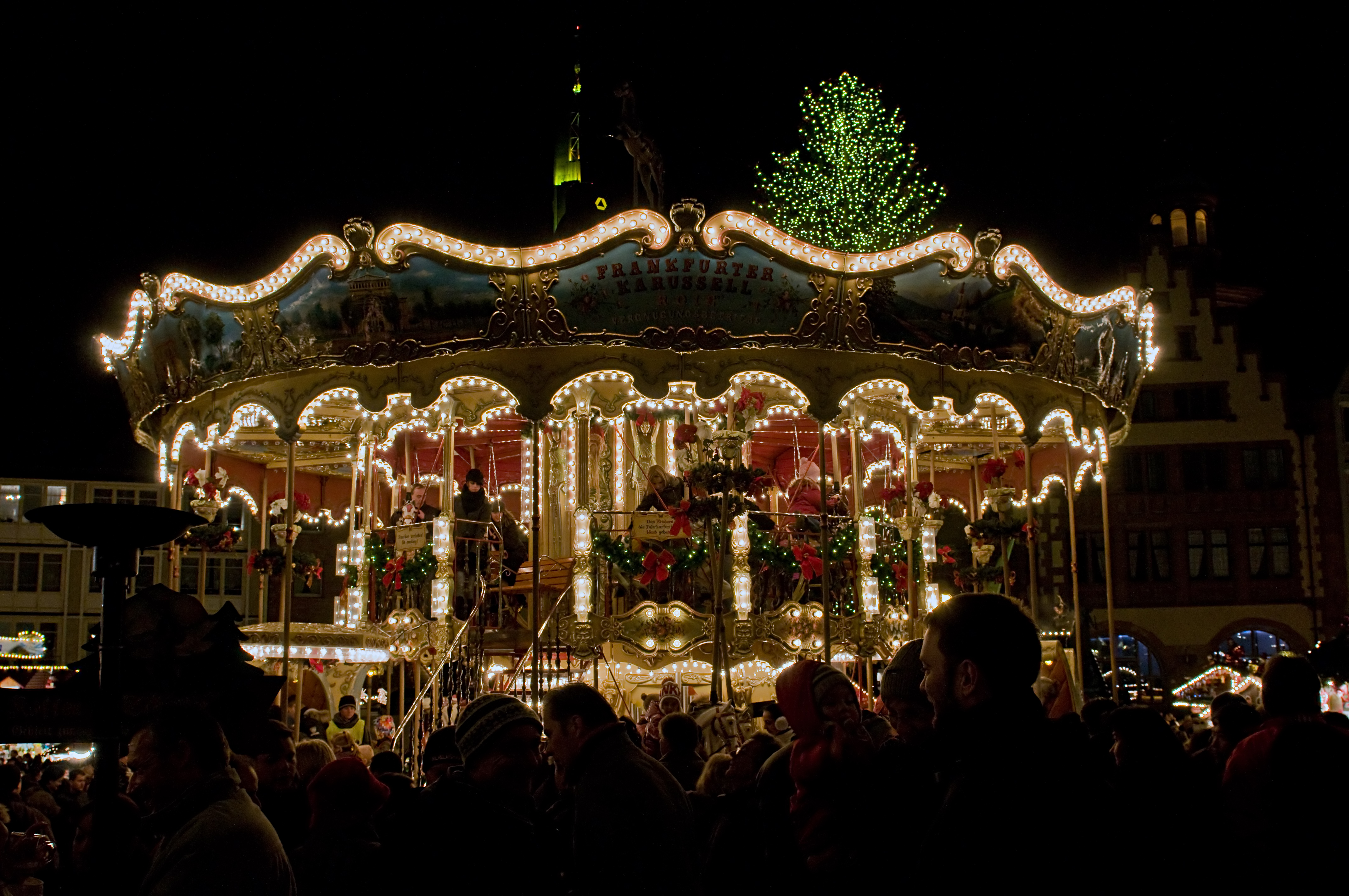
Karussell auf dem Römerberg, 2010

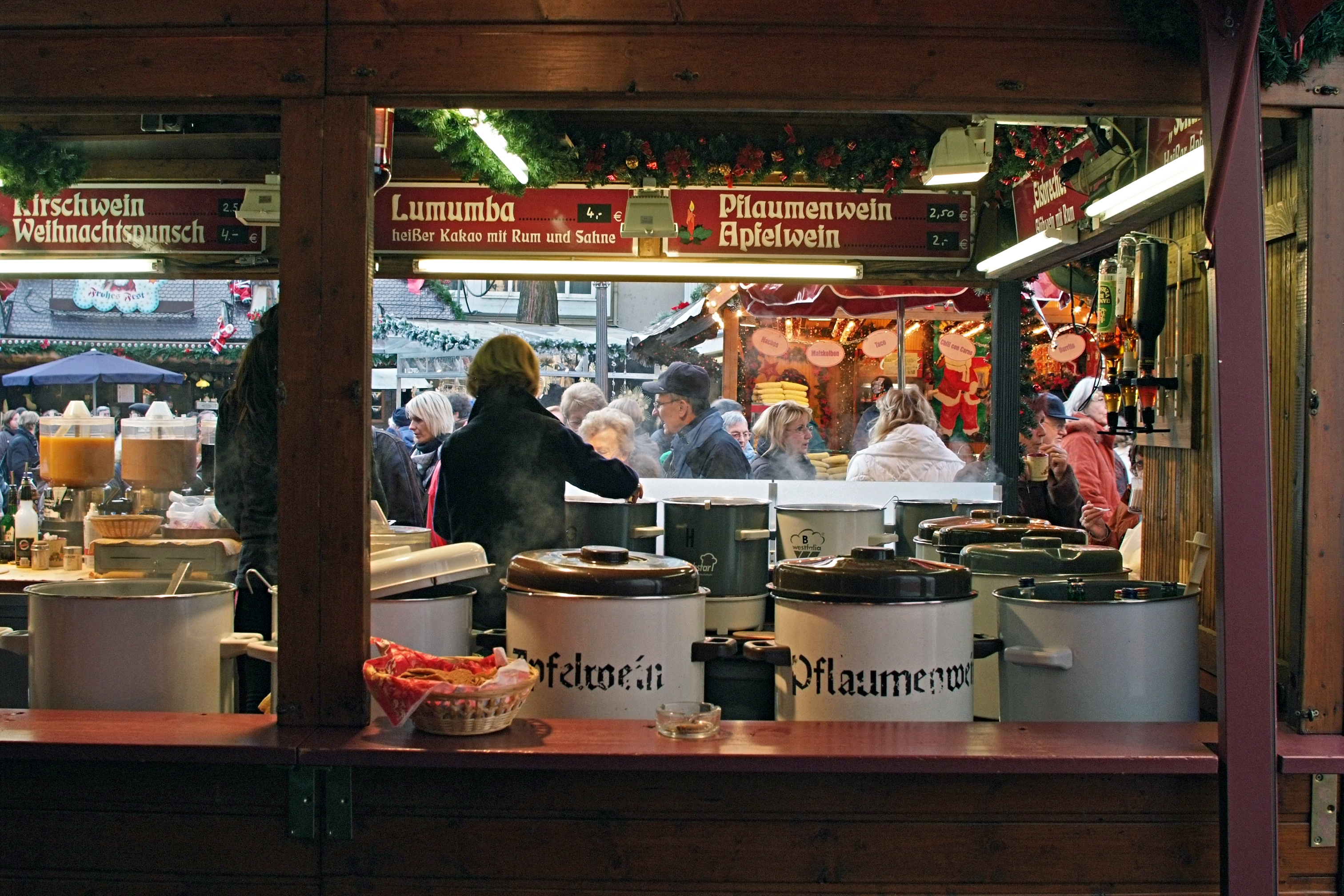
Punsch auf dem Weihnachtsmarkt, 2009

Der Frankfurter Weihnachtsmarkt besteht aus über 200 Ständen, die sich von der Hauptwache über die Zeil, den Liebfrauenberg, die Neue Kräme, den Paulsplatz, den Römerberg und das Fahrtor bis zum Mainkai erstrecken. Die Stände bieten eine bunte Mischung aus 56 Gastronomieständen und beheizten Gaststuben, 29 Süßwarenständen und 6 Kinderkarussells. Den Schwerpunkt bilden nach wie vor die 98 Verkaufsstände für Weihnachtsartikel: vom erzgebirgischen Kunsthandwerk über Kerzen, Marionetten, Blechspielzeug bis hin zu modernem oder traditionellem Christbaumschmuck wird ein breites Spektrum geboten.
Einen festen Platz im Programm des Weihnachtsmarktes hat die Ausstellung Frankfurter Künstler in der Paulskirche und in den Römerhallen. Für szenische Aufführungen wird eine Bühne auf dem Römerberg errichtet.
Seit 2012 gibt es am Rande des Weihnachtsmarktes die queere „Rosa Weihnacht“ am Friedrich-Stoltze-Platz.
Seit 1995 wird alljährlich zum Weihnachtsmarkt eine Keramiktasse in wechselnden Farben für den Ausschank von Glühwein oder heißem Apfelwein produziert. Die Tassen zeigen wechselnde Frankfurter Motive: Von 1996 bis 2000 der Römer, die Alte Oper, die Paulskirche, der Dom und ein Profilbild von Johann Wolfgang Goethe (zum Goethejahr 1999). Von 2001 bis 2003 wurde eine Serie mit weihnachtlichen Motiven (Weihnachtsbaum, Weihnachtsmann und Schneemann) vor einem stilisierten Bild der Frankfurter Skyline und des Römers produziert. 2004 war erneut der Römer das Bild auf den nunmehr zweifarbigen Tassen, 2005 die Alte Oper und 2006 die Paulskirche, umrahmt von weihnachtlichen Motiven. 2007 gab es neben der bereits traditionellen Tasse auch einen kleinen Bembel, die beide mit der Silhouette der historischen Römerberg-Ostzeile und des Domes versehen sind.

## Brauchtum

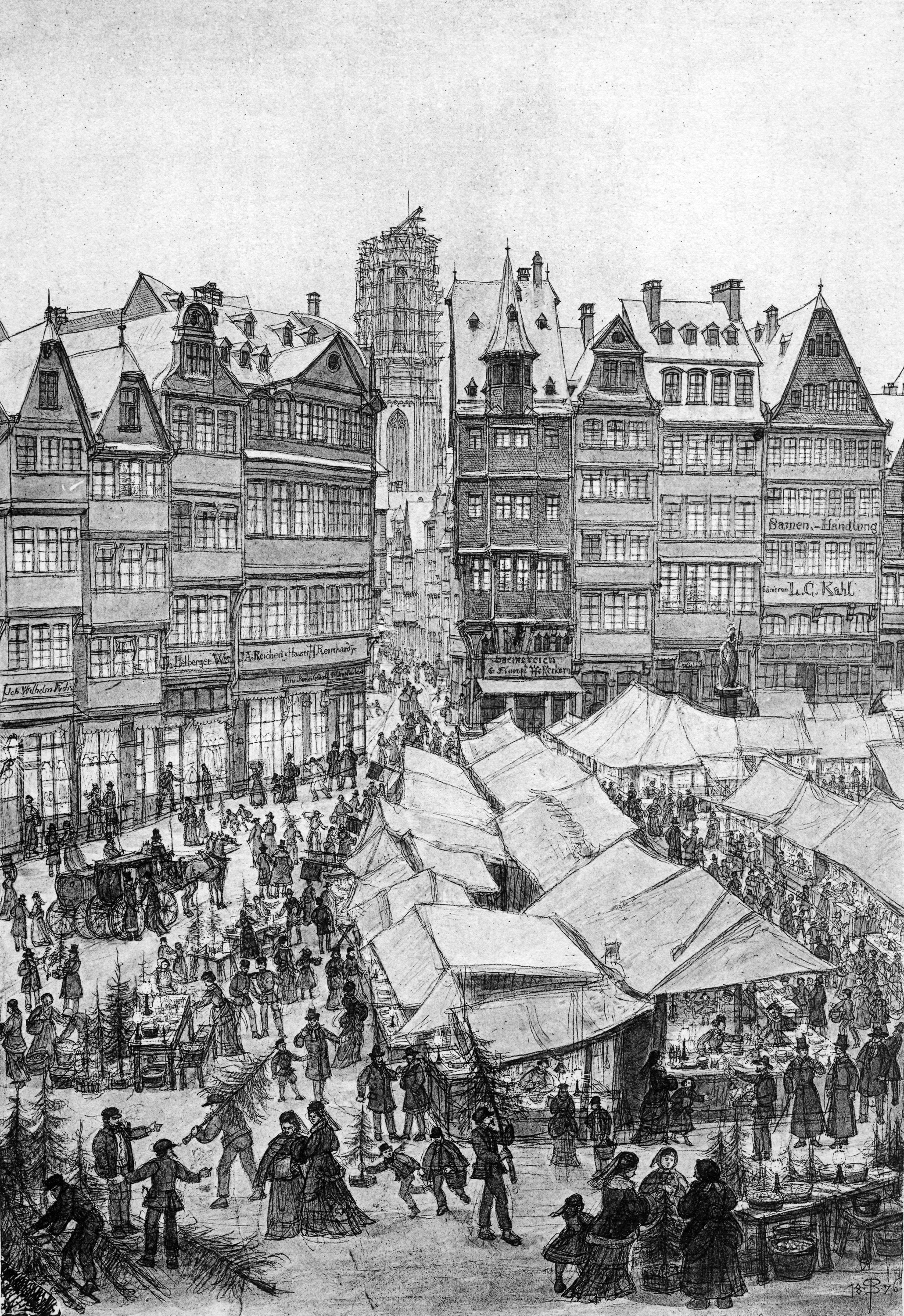
Der Römerberg während des Christmarkts, 1876
(Zeichnung von Peter Becker)

Zu den klassischen Frankfurter Weihnachtsartikeln gehören die Quetschemännsche, kleine Figuren aus Nüssen, Backpflaumen und Rosinen, die Frankfurter Brenten (aus Marzipanteig in Modeln geformte Plätzchen) und vor allem die Bethmännchen.
Das Turmblasen am Mittwoch und Samstag Abend ist ein adventliches Konzert eines Posaunenchors. Mitglieder der Posaunenchöre des evangelischen Stadtdekanats Frankfurt am Main und Offenbach spielen von der Dachgalerie der Alten Nikolaikirche aus Weihnachtslieder und Choräle.
Die große Weihnachtskrippe auf dem Weihnachtsmarkt mit lebensgroßen Figuren ist eine Stiftung der Aussteller.
Am Samstag vor dem Ersten Advent um 16:30 Uhr, am Vorabend des ersten Sonntags im Kirchenjahr, findet traditionell ein halbstündiges Großes Stadtgeläut aller Innenstadtkirchen statt.

## Politische Auseinandersetzung um verkaufsoffenen Adventssonntag

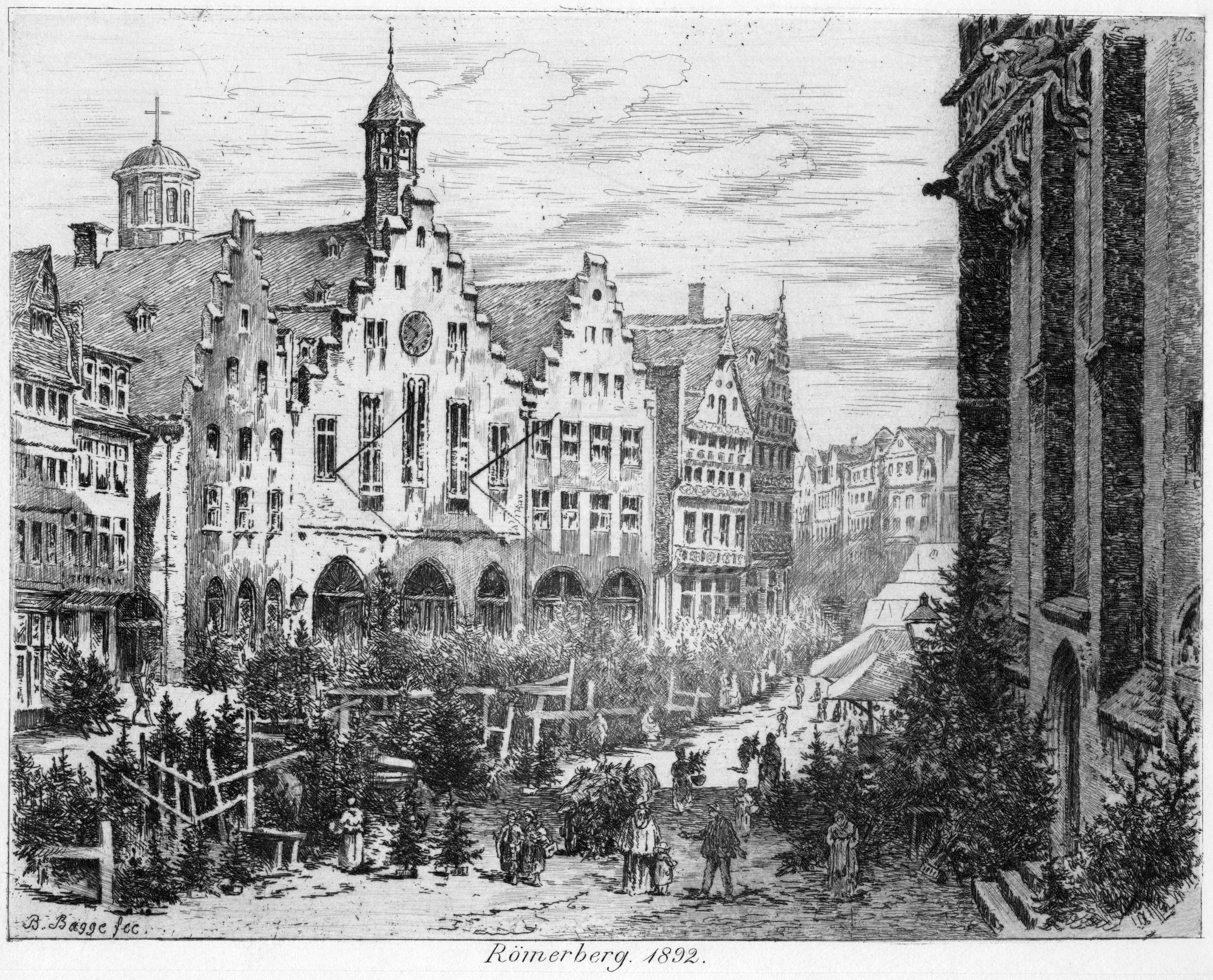
Weihnachtsbaumverkauf auf dem Römerberg Ende des 19. Jahrhunderts
(Radierung von Bertha Bagge, 1892)

2005 fiel der erste Advent in den November. Daraufhin hatte der Frankfurter Magistrat erstmals an einem Adventssonntag die Öffnung der Geschäfte in der Innenstadt gestattet, weil die bis dahin gültige Rechtslage nur an den Sonntagen im Dezember die Ladenöffnung verbot. Am 18. November 2005 teilten die Evangelische und Katholische Kirche in Frankfurt in einer gemeinsamen Pressekonferenz mit, dass die Glocken der Innenstadtkirchen am Samstag, dem 26. November 2005 schweigen sollten als „Zeichen des stillen Protestes“ gegen den verkaufsoffenen ersten Adventssonntag. Die Kirchen sahen darin eine Abkehr von der „besonderen öffentlichen und politischen Wertschätzung der kirchlichen Feiertage“. Damit sei die Voraussetzung für das 1978 vertraglich vereinbarte Große Stadtgeläute von Seiten der Stadt entfallen. Die Katholische Kirche rief ihre Mitglieder zum Boykott des verkaufsoffenen Sonntages auf.
Erstmals seit 1978 fiel damit ein Stadtgeläute aus. Der Magistrat hatte erklärt, mit der Ladenöffnung am Ersten Advent 2005 sollte verhindert werden, dass die Frankfurter zum Einkaufen ins Umland abwanderten. In zahlreichen Gemeinden des Rhein-Main-Gebietes sowie in den großen Einkaufszentren waren die Geschäfte am Ersten Advent 2005 ebenfalls geöffnet.
Der Beschluss der Kirchen wurde in der städtischen Öffentlichkeit wochenlang kontrovers diskutiert. Der Präsident des Hessischen Einzelhandelsverbandes Frank Albrecht schätzte, dass über 90 % der Geschäfte in der Frankfurter Innenstadt und in Sachsenhausen am Ersten Advent 2005 geöffnet waren und bedauerte, dass man „im Vorfeld keinen vernünftigen Dialog geführt habe“.
Am 19. Dezember 2005 kündigte das Hessische Sozialministerium an, dass Hessen – sobald der Bund die gesetzliche Grundlage dafür geschaffen habe – ein eigenes Ladenöffnungsgesetz vorlegen werde. Am 23. November 2006 beschloss der Hessische Landtag das neue Ladenschlussgesetz, das am 1. Dezember 2006 in Kraft trat. Darin ist geregelt, dass künftig alle Adventssonntage von Sonderöffnungen frei bleiben müssen, auch dann, wenn der erste Advent noch in den November fällt.

## Frankfurter Weihnachtsmärkte in Großbritannien
Seit den 1990er Jahren findet auch in mehreren Städten Großbritanniens ein Frankfurter Weihnachtsmarkt statt, der größte von ihnen in Birmingham, einer Partnerstadt von Frankfurt. Mit über 80 Marktständen, im Wesentlichen von deutschen Schaustellern, und etwa 3,5 Millionen Besuchern ist es nach eigener Aussage der weltweit größte deutsche Weihnachtsmarkt außerhalb des deutschsprachigen Raums. Seit 2002 gibt es darüber hinaus Frankfurter Weihnachtsmärkte in weiteren Städten, 2011 in Manchester, Edinburgh und Leeds.